# Boy Culture

Boy Culture est un film américain de Q. Allan Brocka, sorti en 2006.
Série
Boy Culture: Generation X
(2021)
Pour plus de détails, voir Fiche technique et Distribution.

## Synopsis
Le narrateur du film, X, présente son histoire comme une confession des péchés capitaux qu'il a commis en quelques jours. 
Prostitué de luxe à Seattle, X limite sa clientèle à douze hommes. Chez lui, pour dissimuler sa source principale de revenus au fisc, il accepte deux colocataires : Andrew (son cadet d'un an) et Joey (tout juste 18 ans), avec lesquels il forme un semblant de famille. Attiré par les deux, il se refuse à évoquer l'idée d'un rapprochement charnel ou amoureux avec l'un ou l'autre par la double conviction qu'il ne peut avoir une relation sexuelle que contre de l'argent et qu'il doit tomber amoureux de l'homme de sa vie.
Dans l'attente d'une réaction de X, le trio est déjà un peu tendu lorsque X est contraint par un décès à se trouver un douzième client en la personne du septuagénaire Gregory. Celui-ci impose une condition à leur relation tarifée : X le baisera quand le prostitué désirera son client autant que Gregory désire X. Voilà X échangeant des confidences avec Gregory sur leur vie respective d'homosexuel. Le vieil homme lui fait découvrir comment il a connu Renato avec qui il a vécu pendant cinquante ans.
Par le désir de voir comment pourrait commencer une relation amoureuse avec Andrew, X accepte de l'accompagner  à Portland au mariage de son ancienne fiancée Candice (Andrew sortait avec elle pour être proche de son frère). Andrew compte également annoncer qu'il est homosexuel à ses parents et leur présenter son petit ami. Si l'accueil dans la famille d'Andrew est plus que positif (tout le monde savait déjà), l'entêtement de X à ne vouloir se risquer dans cette relation et les retrouvailles avec le frère de Candice, provoquent la crise finale que Gregory, par un de ses anciens mensonges et une de ses interventions, va aider à résoudre,.

## Fiche technique
- Titre original : Boy Culture
- Réalisation : Q. Allan Brocka
- Scénario : Q. Allan Brocka et Philip Pierce d'après un roman de Matthew Rettenmund (1996)
- Genre : Romance
- Sorties :
  - 2006 : plusieurs festivals
  - 31 janvier 2007 : France
  - 23 mars 2007 : États-Unis

## Distribution
- Derek Magyar : X
- Darryl Stephens : Andrew, colocataire de X
- Jonathon Trent : Joey, second colocataire de X
- Patrick Bauchau : Gregory, le dernier en date des douze clients de X
- Emily Brooke Hands : Lucy, serveuse du café-restaurant situé en face de chez X
- Chris Bethards : Gregory jeune
- Joshua Boswell : Renaldo jeune
- Molly Manago : Cheyenne, la sœur d'Andrew
- Joël René : Candise

## Distinctions
Le film est présenté à plusieurs festivals dès l'année de sa sortie.
- Remporte le grand prix du jury pour le meilleur scénario à l'Outfest de Los Angeles en 2006.
- Fait partie du "Best of fest" du Festival du film gay et lesbien de Londres en 2006.
- Fait partie des sélections officielles du festival du film de Tribeca et du festival international du film de Seattle en 2006.

## Commentaires
Le slogan du film est « Sex pays. Love costs » (Le sexe rapporte. L'amour coûte).
La narration (avec parfois mise en scène par X : ajout d'une pluie battante pour le rendre plus pitoyable) et la dernière scène montre que le film est le livre que X est en train de taper sur son ordinateur.